# Qal'At Caltagirone
L'Associazione Sportiva Dilettantistica Qal'At Caltagirone, nota semplicemente come Caltagirone, è una società calcistica italiana con sede nella città di Caltagirone. Milita in Prima Categoria, settima divisione del campionato italiano di calcio.
La squadra vanta come massimo piazzamento nazionale un terzo posto in Serie D, e ha partecipato a 31 edizioni del massimo campionato amatoriale del calcio italiano.
A livello regionale ha vinto tre campionati di primo livello (l'attuale Eccellenza) e cinque di secondo livello (l'attuale Promozione).
La squadra disputa le sue partite interne allo stadio Pino Bongiorno. Storicamente la squadra disputava le proprie partite in casa presso lo Stadio Comunale Agesilao Greco.

## Storia

### La fondazione e i primi campionati regionali
La prima società calcistica a Caltagirone nacque nel 1947, quando il Calatina partecipò, classificandosi al quinto posto, al campionato regionale di Prima Divisione; il club cambiò subito denominazione diventando Caltagirone e salì alla ribalta nazionale quando nel campionato di Promozione 1950-1951 si aggiudicò sul campo la vittoria del torneo, ma fu squalificata per illecito sportivo e relegata all'ultimo posto in classifica con conseguente retrocessione in Prima Divisione.
Il Caltagirone, dopo un'immediata risalita in Promozione, sfiora l'accesso in IV Serie nel 1953 quando venne sconfitto solamente nello spareggio promozione dal Gela, ma riesce nell'impresa due stagioni dopo quando batte nello spareggio conclusivo il Leonzio in campo neutro allo Stadio Angelo Massimino di Catania.

### Presidenza Iudica, Presenza in Serie D e campionato massimo regionale (1975-2003)
Nei successivi vent'anni di storia bianco-rossa, il Caltagirone è una presenza costante in Serie D, il massimo livello del calcio dilettantistico in Italia.
Fra il 1975 ed il 2000, il Caltagirone è uno dei club maggiormente soggetti all'effetto pendolino fra la Serie D e il massimo campionato regionale. Una delle delusioni maggiori per la tifoseria rimane lo spareggio salvezza perso nel Campionato Interregionale 1989-1990 contro la Juventina Gela, dopo che 37 anni prima un'altra squadra gelese era stata fatale per il destino dei biancorossi.
La stagione 1996/97 è sicuramente quella più ricordata: il Caltagirone, capeggiato dal presidente Enzo Iudica, sfiorò la serie C2, campionato poi vinto dal Football Club Crotone.
Nei primi anni 2000 si giunge alla fine dell'epoca aurea del calcio calatino; dopo un campionato di Eccellenza chiuso all'ultimo posto con una mesta retrocessione nel torneo di Promozione 2002-2003, il Caltagirone viene escluso a campionato in corso e ciò determina la radiazione del sodalizio biancorosso.

### Rinascita comeAquila Caltagironee presenza ondivaga in Eccellenza e Promozione (2005-2013)
Nel 2005 l'acquisto di un titolo nel campionato di promozione segna il ritorno del calcio nella città della ceramica sotto la denominazione di Aquila Caltagirone.
Nel 2007, il presidente Franco Delizia riporta i biancorossi in Eccellenza dopo lo spareggio contro il Viagrande (disputato in campo neutro a Lentini) con al seguito circa 1 000 tifosi, tra cui il tifo organizzato capeggiato dagli Eagles, che dal 1995 è stato sempre al fianco dei colori biancorossi.
Negli anni successivi, L'Aquila Caltagirone ha navigato tra Eccellenza e Promozione sino alla rinuncia del 2013.

### Rifondazione inAquile Calatine,poiCaltagirone Calcioe militanza nei campionati regionali (2013-2020)
La rinascita del calcio locale è avvenuta negli ultimi anni grazie alla volontà di Massimo Parisi, bandiera biancorossa, ed un gruppo di sportivi. L'intervento del primo cittadino Nicola Bonanno ha consentito per meriti e trascorsi calcistici di ripartire dalla Prima Categoria per la stagione 2014-2015. La nuova società rinominata Aquile Calatine si è confermata nel torneo di prima categoria anche nella stagione 2015-2016 raggiungendo i play-off.
Ottenuto il ripescaggio in Promozione nell'estate del 2016, la nuova società ha raggiunto un ottimo quinto posto nella stagione 2016-2017. Alla luce del buon piazzamento nel campionato di Promozione, la società, nel frattempo rinominata Caltagirone Calcio, ha ottenuto il ripescaggio per il campionato di Eccellenza 2017-2018. Trascorso l'anno costantemente in zona play-out, conclude al 12º posto, ritrovandosi ad affrontare lo spareggio salvezza contro l'Atletico Catania, che si è giocato domenica 29 aprile 2018, allo stadio Pino Bongiorno, terminato con risultato 2-3 per gli atletisti,  decretando la retrocessione in Promozione. Nella stagione 2018/2019 il Caltagirone Calcio capeggiato da Maurizio Giaquinta e dal gruppo Sinatra disputa il campionato di Promozione, finendo al settimo posto. L'anno successivo, la stagione 2019/2020, la squadra ottiene il quarto posto in campionato e il diritto di partecipare ai play-off, non disputati poi per la pandemia di COVID-19 del 2019-2021, che bloccò anticipatamente il campionato.

### Cessione del titolo di Promozione e rifondazione inA.S.D. Città di Caltagirone(2020-2021)
Verso la fine di luglio del 2020, viene ceduto il titolo di Promozione al Gela F.C., squadra gelese di recente fondazione, già precedentemente titolare del titolo sportivo di Eccellenza dell'S.S.D. Scordia: questo ha preceduto la rifondazione in A.S.D. Città di Caltagirone, con una nuova cordata dirigenziale e una struttura mirante al coinvolgimento economico e sociale della cittadinanza. Successivamente, viene confermato l'acquisto del titolo di Prima Categoria del Militello Calcio. Il campionato disputato, brevemente per la persistenza della Pandemia di COVID-19, vede la squadra finire il campionato al terzo posto. Non partecipa al campionato dell'anno successivo e di fatto cessa di esistere.

### L'A.S.D. Qal'At Caltagironesi iscrive alla Lega Nazionale Dilettanti (2022-oggi)
Nella stagione 2022/2023, l'A.S.D. Qal'At Caltagirone si iscrive alla Lega Nazionale Dilettanti e partecipa con una prima squadra al campionato di Terza Categoria, precisamente nel girone A della Provincia di Catania, de facto diventando squadra di bandiera della città: alla fine della stagione finisce il campionato al secondo posto e viene promossa al campionato di Seconda Categoria in virtù della vittoria di uno spareggio promozione contro il Calcio Militello, squadra rappresentante il comune di Militello in Val di Catania. Alla stagione 2023/2024 partecipa al campionato di Seconda Categoria, nel girone E, risultando matematicamente vincitrice (e perciò promossa alla Prima Categoria per la stagione successiva) già dalla ventesima giornata.

## Strutture

### Stadio
Storicamente lo stadio del Caltagirone è stato l'Agesilao Greco, impianto pubblico intitolato all'omonimo maestro di scherma. Ha una capacità di circa 3.000 posti, con unica tribuna in parte munita di seggiolini, cabina telecronaca, copertura e pista d'atletica di tipo olimpica.
Agli inizi degli anni 2010, per via del crescente stato di degrado e obsolescenza dell'impianto, la squadra ha dovuto trasferirsi presso il Campo Sportivo Pino Bongiorno, struttura polifunzionale a gestione privata di circa 800 posti, intitolato allo storico calciatore calatino omonimo.
Nei prossimi anni si prospetterebbe il ritorno all'Agesilao Greco, dato che dovrebbero iniziare i lavori di ristrutturazione dello stadio, al fine di renderlo agibile per le competizioni agonistiche.

## Colori e simboli
Storicamente il simbolo per eccellenza è stata sempre l'aquila, elemento araldico principale dello stemma comunale. Un altro simbolo, in compagnia di quello principale (come anche nello stemma comunale), è lo scudo rossocrociato, presente nella buona parte degli stemmi societari sin dai suoi albori, dalla quale vengono mutuati i colori sociali della squadra, ossia il bianco ed il rosso.
La prima maglia è stata storicamente bianca con strisce verticali rosse, accompagnata da calzoncini o bianchi o rossi (seppur in alcune stagioni potevano essere neri). In alcuni casi, per limiti dovuti alla forniture tecnica da catalogo, la maglia poteva essere in prevalenza di uno o dell'altro colore, con inserti e dettagli dell'altro.
La seconda maglia storicamente è verde (colore che evoca la grande presenza di verde nella città e nel suo territorio, sia in riferimento al giardino pubblico Vittorio Emanuele, sia al Bosco di Santo Pietro). In tempi recenti la maglia alternativa è stata di colore nero, e in alcuni casi anche di colore azzurro.

## Società

### Denominazioni storiche
- 1947 - 1948  Società Sportiva Calatina
- 1947 - 1987  Associazione Sportiva Caltagirone
- 1987 - 2003 Associazione Calcio Caltagirone
- 2005 - 2013 Aquila Caltagirone
- 2015 - 2017 Associazione Sportiva Dilettantistica Aquile Calatine
- 2017 - 2020 Associazione Sportiva Dilettantistica Caltagirone Calcio
- 2020 - 2021 Associazione Sportiva Dilettantistica Città di Caltagirone
- 2022- Associazione Sportiva Dilettantistica Qal'At Caltagirone

### Organigramma societario[13]
- Francesco La Spina - Presidente
- Sergio La Spina - Vice presidente
- Dario Scerbo - Direttore sportivo
- Giovanni Scerbo - Segretario

### Sponsor
Di seguito l'elenco dei fornitori tecnici e degli sponsor ufficiali:
| Cronologia degli sponsor ufficiali - 1987-1988 Città di Caltagirone - 1991-1992 Società di Banche Siciliane - 1993-1995 Papillon - 1995-1996 Jolly Componibili - 1996-1997 Millionaire Market - 1999-2000 Mod'è Abbigliamento - 2000-2001 TVR Xenon - 2006-2007 HDI Assicurazioni - 2007-2008 Banco Credito Cooperativo - Banco del Nisseno Agenzia Luigi Sturzo - 2014-2017 Piazza Italia Caltagirone - Crai Gruppo Radenza - U.S.A. Sport - 2017-2019 Verus Ceramiche - 2019-2020 Verus Ceramiche - Monteleone Costruzioni - 2020-2021 Esso di Deborah Di Rosa - 2022 Judeka Agriresort | Cronologia degli sponsor tecnici - 1996-1999 Legea - 199(?) Umbro - 1999-2000 Max Sport - 2006-2007 Asics - 2007-2008 Sportika - 2014-2015 Givova - 2016-2018 Joma - 2018-2020 Max Sport - 2020- Givova |

## Palmarès

### Competizioni regionali
- Eccellenza: 2

1994-1995 (girone B siciliano), 1998-1999 (girone B siciliano)
- Promozione: 1

1954-1955 (girone siciliano)
- Seconda Categoria: 1

2023-2024 (girone E)

### Altri piazzamenti
- Serie D:

Terzo posto: 1959-1960 (girone F)
- Campionato Nazionale Dilettanti:

Terzo posto: 1996-1997 (girone I)
- Promozione:

Secondo posto: 1992-1993 (girone B), 2006-2007 (girone D)
Terzo posto: 2008-2009 (girone D)

## Statistiche e record

### Campionati Nazionali
| Livello | Categoria                                  | Partecipazioni | Debutto   | Ultima stagione | Totale |
| ------- | ------------------------------------------ | -------------- | --------- | --------------- | ------ |
| 4º      | IV Serie/Interregionale/Serie D/Promozione | 22             | 1948-1949 | 1975-1976       | 22     |
| 5º      | Campionato Nazionale Dilettanti/Serie D    | 9              | 1981-1982 | 1999-2000       | 9      |

### Campionati Regionali
| Livello | Categoria                             | Partecipazioni | Debutto   | Ultima stagione | Totale |
| ------- | ------------------------------------- | -------------- | --------- | --------------- | ------ |
| I       | Promozione/Eccellenza/Prima Divisione | 30             | 1947-1948 | 2017-2018       | 27     |
| II      | Promozione/Prima Categoria            | 11             | 1992-1993 | 2019-2020       | 11     |
| III     | Prima Categoria                       | 4              | 2014-2015 | 2024-2025       | 4      |

## Tifoseria

### Storia
Il tifo a Caltagirone, da quando la città si è affacciata al calcio, è sempre esistito, almeno sin dagli anni 50, ma fino al 1995 non aveva particolare organizzazione ed era di stampo prettamente folcloristico, e quindi motivato dalla semplice appartenenza e legame alla città.
Il primo gruppo, seppur prettamente folcloristico, furono gli Indians, mentre il più conosciuto furono i successori degli Eagles, il primo vero gruppo organizzato nato nel 1995 e scioltosi nel 2015. Da un punto di vista politico, la tifoseria è stata generalmente apolitica, seppur decisamente incline a idee di destra, finanche radicale.

### Rivalità e gemellaggi
Ai tempi del tifo organizzato, i rapporti sono stati pessimi con molte tifoserie siciliane e calabresi, sia per motivi geografico-storici, sia per motivi più specificatamente sportivi, o anche semplicemente per situazioni riguardanti i rapporti tra tifoserie organizzate stricto sensu.
La rivalità con il Ragusa è la più sentita in città per motivi di natura storica (il capoluogo ibleo fu assorto a capoluogo di provincia anche a scapito della città calatina, almeno secondo vox populi) e di prossimità territoriale (Caltagirone e Ragusa distano poco più di 35 minuti di automobile). Altre inimicizie passate e presenti si ebbero con la Sancataldese, il Gela (questa in quanto città limitrofa e concorrente per diversi aspetti di natura economica e politica, oltre che per i trascorsi sportivi sia con l'Heraclea Terranova, sia con la Juventina Gela, che portarono la squadra caltagironese a scottanti retrocessioni), il Giarre (per via di contrapposizione nel tifo organizzato, essendo rivali dell'Acireale, storica tifoseria amica dei calatini), la Leonzio e il Paternò (entrambe dovute sia ai rapporti incrociati di tifoseria, sia per la medesima appartenenza amministrativa che le pone in una relativa condizione di concorrenza). Ai tempi della Serie D si svilupparono inimicizie con compagini di bassa Calabria, come nel caso dei tifosi di Crotone (squadra che nei decenni a venire diventerà tra le principali società calcistiche del Mezzogiorno) e Locri.
Si possono rintracciare anche amicizie e gemellaggi, con squadre generalmente remote di territorio, esempio il Taormina, il Noto (questa motivata dal comune patrimonio artistico-culturale delle Città tardo barocche del Val di Noto), il Sant'Agata di Militello e l'Igea Virtus, mentre negli anni della Serie D si sono sviluppate amicizie con le compagini calabresi e lucane del Lamezia e del Potenza.
Storiche e motivate le amicizie con le compagini dell'Acireale e il Vittoria, la prima dovuta al comune risentimento popolare verso il capoluogo Catania (le due città condividono lo scarso gaudio di appartenere alla provincia e sentono le rispettive identità cittadine distanti e distinte dal capoluogo etneo), la seconda per motivi di prossimità geografica e comune inimicizia verso il capoluogo ibleo (il comune ipparino ha da sempre sviluppato un forte contrasto interno col capoluogo ibleo, mentre nel caso calatino è di tipo esterno e in parte collegato all'istituzione della Provincia di Ragusa); persiste l'amicizia anche con la squadra del Modica, sempre per la medesima ragione. Va menzionato un importante rapporto di cordialità (recente, di natura societaria) con il Siracusa, motivati specialmente dal comune ricordo di Rocco Testa, calciatore calatino già capitano della formazione aretusea. Altre amicizie sussistono con la tifoseria messinese e con quella etnea dell'Aci Sant'Antonio.
A dispetto delle storie cittadine, con le compagini dell'Atletico Catania e dell'Enna non si sono mai sviluppate inimicizie, seppur esse siano espressione la prima del proprio capoluogo di provincia Catania, la seconda di un centro un tempo rivale per motivi amministrativi.